# Chocolat Poulain

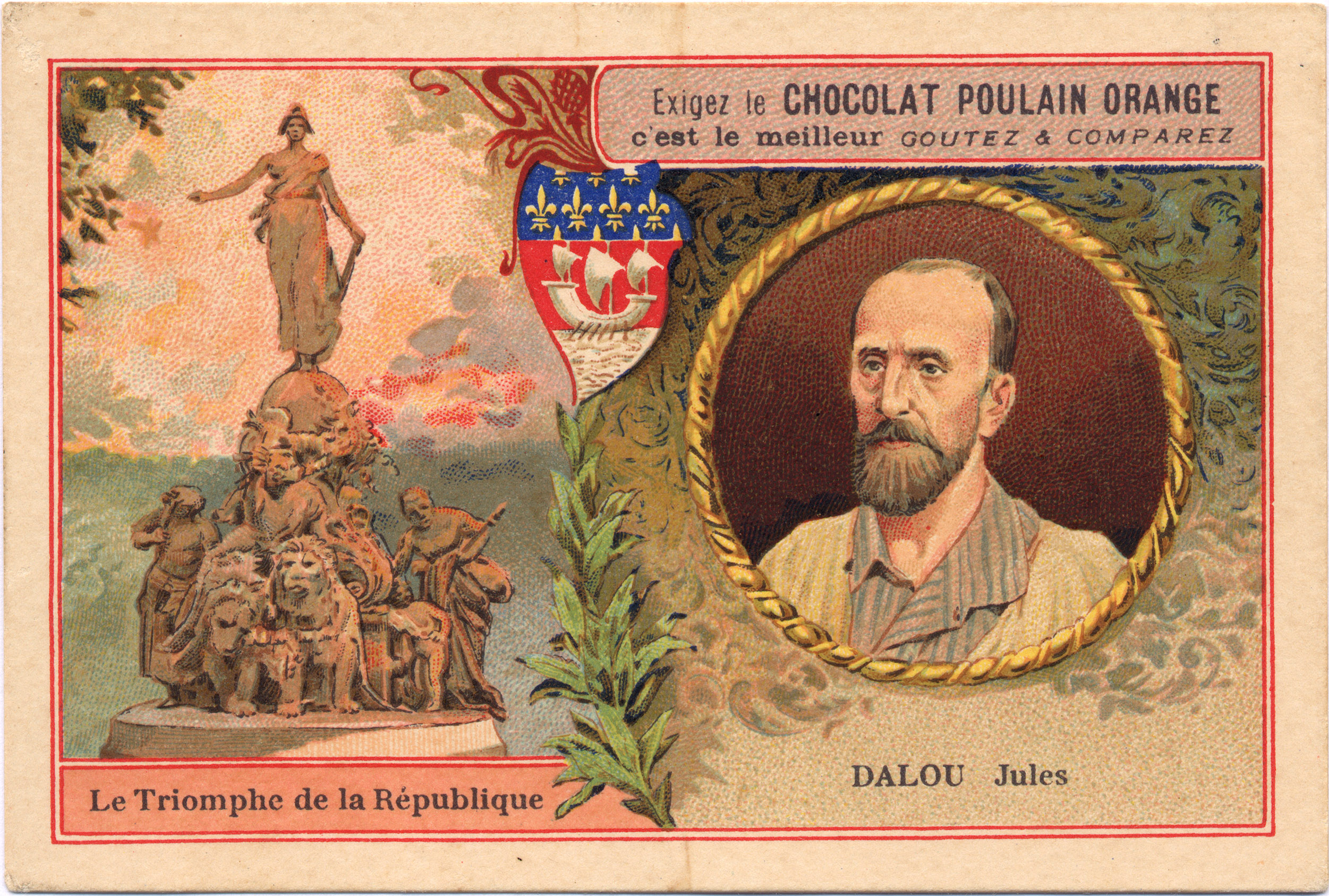
Reclameplaatje voor Chocolat Poulain

Chocolat Poulain is een van de oudste chocolademerken in Frankrijk.  Het is vooral bekend om zijn  chocoladerepen, evenals zijn product Poulain Orange, een chocoladedrank-mix. 
Victor-Auguste Poulain begonnen met de massaproductie van chocolade in 1848 in Blois, Frankrijk, vóór de vorming van een naamloze vennootschap in 1893.  Hij geloofde dat een commerciële toekomst in chocolade zou worden gevonden door massaverkoop en in de geïndustrialiseerde productie van het product en marketingcampagnes gericht op kinderen en gezinnen. Het bedrijf werd in 2017 overgenomen door Carambar&Co.

## Bron
- Engelstalige Wikipedia 1 september 2009